# بحران مالی سوئد ۱۹۹۴–۱۹۹۰

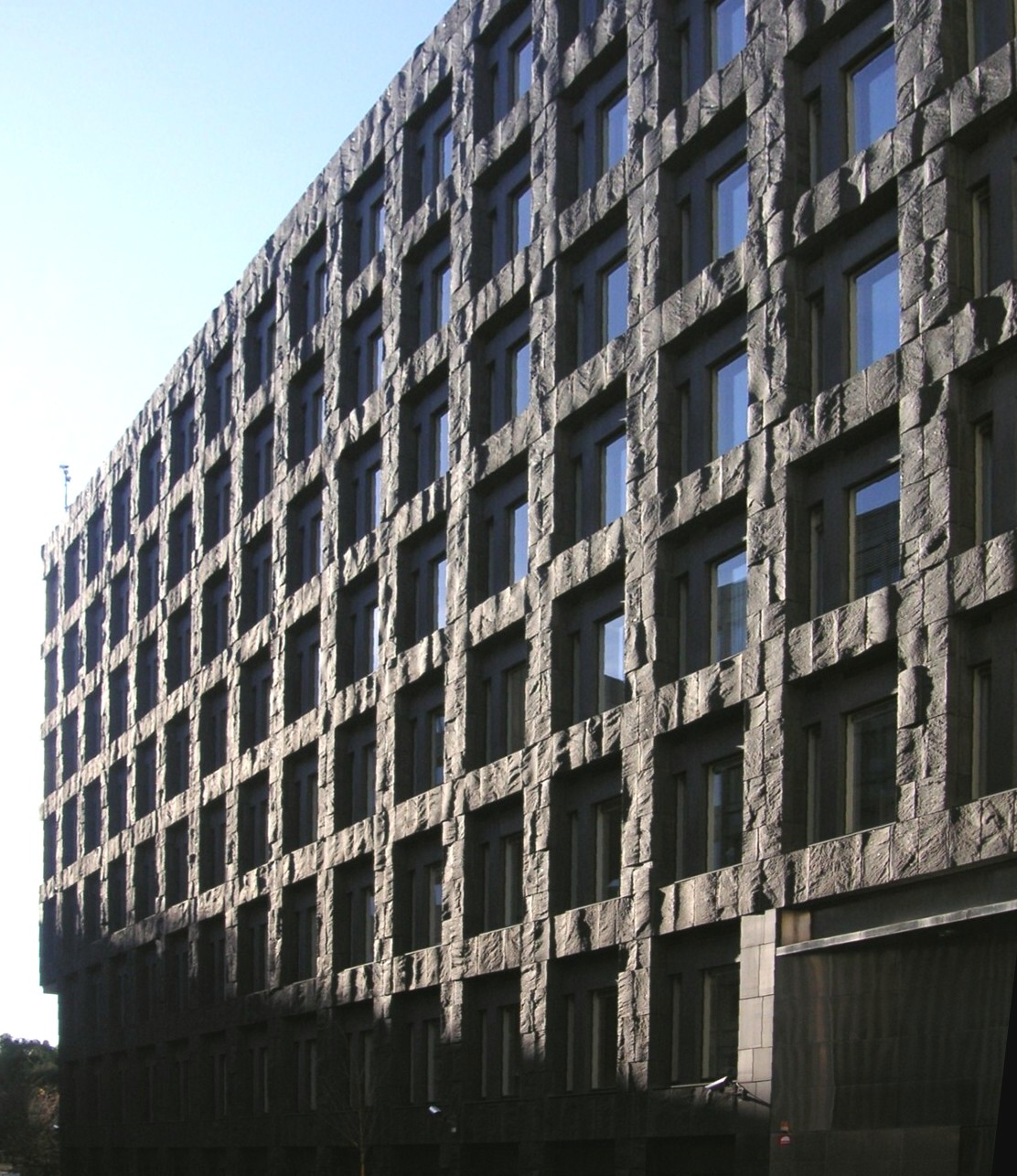

بحران مالی سوئد ۱۹۹۴–۱۹۹۰ (انگلیسی: Sweden financial crisis 1990-1994) یک حباب مسکن بود که در سوئد اتفاق افتاد و در طی سالهای ۱۹۹۱ و ۱۹۹۲ تخلیه شد و منجر به تنگنای اعتباری شدید و ورشکستگی گسترده بانکی شد. دلایل آن مشابه بحران رهن بااعتبار کم در سالهای ۲۰۰۷–۲۰۰۸ بود. در پاسخ، دولت اقدامات زیر را انجام داد:
- دولت اعلام کرد دولت تمام سپرده‌های بانکی و طلبکاران ۱۱۴ بانک کشور را تضمین می‌کند.
- دولت سوئد مطالبات سوخت شده بانکی را به عهده گرفت، اما بانک‌ها مجبور شدند ضرر و زیان خود را مستهلک کنند و سهام حق مالکیت (سهام عادی) برای دولت صادر کنند. سهامداران در بانک‌های بزرگ باقی مانده از طریق اصلاح ساختار سرمایه خصوصی تقلیل یافتند (به این معنی که آنها سهام خود را به سرمایه گذاران جدید فروختند). از دارندگان اوراق قرضه در همه بانک‌ها محافظت می‌شد.
- به نوردیا و Götabanken کمک مالی داده شد و با هزینه ۶۴ میلیارد کرون ملی شدند.[۲] مطالبات سوخت شده شرکت‌ها به شرکت‌های مدیریت دارایی Securum و Retriva منتقل شد که دارایی‌ها را که عمدتاً املاک و مستغلات بودند، به فروش می‌رساند که بانک‌ها به عنوان وثیقه این بدهی‌ها در اختیار داشتند.
- وقتی بعداً دارایی‌های اضطراری فروخته شد، درآمد آن به دولت منتقل شد و دولت بعداً توانست با فروش سهام خود در بانک‌های ملی شده در عرضه‌های عمومی، پول بیشتری جبران کند.
- سوئد برای نظارت بر موسساتی که نیاز به کمکهای اولیه دارند، مرجع پشتیبانی بانک ها[۳] را تشکیل داد.

هزینه این کمک هزینه در ابتدا حدود ۴٪ از تولید ناخالص داخلی سوئد بود که بعداً به ۰–۲٪ تولید ناخالص داخلی کاهش یافت و بسته به مفروضات مختلف به علت ارزش سهام بعداً با خصوصی‌سازی بانکهای ملی فروخته شد.